# Enurmino
Enurmino (ryska Энурмино, jupik Anushvik) är en ort vid Tjuktjerhavet i den autonoma regionen Tjuktjien i Ryssland. Folkmängden uppgår till cirka 300 invånare.

## Namnet
Orten är också känd under namnen Ennurmin (ryska Эннурмин)  och Enjurmin (ryska Энюрмин). Namnet kommer från tjuktjiska ordet “I’nnurmin”, som betyder “en plats bortom bergen”. På yupik heter orten Anushvik eller Anurvik som förmodligen anspelar på “an” – “att gå ut”.